# Espagne aux Jeux paralympiques d'hiver de 1984
L’Espagne participe aux Jeux paralympiques de 1984 à Innsbruck en Autriche du 14 au 20 janvier 1984. Il s'agit de sa 1re participation à des Jeux paralympiques d'hiver.

## Délégation
| Sport               | Femmes | Hommes | Total |
| ------------------- | ------ | ------ | ----- |
| Ski alpin           |        | 4      | 4     |
| Ski de fond         |        |        | 0     |
| Patinage de vitesse |        |        | 0     |
| Total général       | 0      | 4      | 4     |

## Compétition

### Ski alpin

#### Résultat(s)
| Athlète                  | Catégorie | Épreuves     | Course 1 | Course 1 | Course 2 | Course 2 | Finale | Finale |
| Athlète                  | Catégorie | Épreuves     | Temps    | Rang     | Temps    | Rang     | Temps  | Rang   |
| ------------------------ | --------- | ------------ | -------- | -------- | -------- | -------- | ------ | ------ |
| Jordi Faurat Prat        | LW2       | Descente     |          |          |          |          |        |        |
| Jordi Faurat Prat        | LW2       | Slalom géant |          |          |          |          |        |        |
| Jordi Faurat Prat        | LW2       | Slalom       |          |          |          |          |        |        |
| Eduardo Norberto         | LW2       | Slalom       |          |          |          |          |        |        |
| Ramon Usabiaga A. Usandi | LW2       | Slalom géant |          |          |          |          |        |        |
| Ramon Usabiaga A. Usandi | LW2       | Slalom       |          |          |          |          |        |        |
| Jordi Ylla               | LW2       | Slalom géant |          |          |          |          |        |        |